# Smörgrundet
Smörgrundet är en ö i Finland. Den ligger i Bottenviken och i kommunen Jakobstad i den ekonomiska regionen  Jakobstadsregionen i landskapet Österbotten, i den västra delen av landet. Ön ligger omkring 83 kilometer nordöst om Vasa och omkring 410 kilometer norr om Helsingfors.
Öns area är 0,9 hektar och dess största längd är 160 meter i öst-västlig riktning. I omgivningarna runt Smörgrundet växer i huvudsak barrskog.